# María Josefa de Braganza
María Josefa de Braganza, llamada también María de Portugal (Lisboa, 30 de abril de 1644 - Carnide, 6 de febrero de 1693) fue la hija ilegítima de Juan IV de Portugal. 

## Biografía
De madre desconocida, fue educada hasta los seis años en casa de António de Cavide, secretario de Estado. El 25 de marzo de 1650, ingresó en el Convento de Santa Teresa de Jesús de Carnide, donde fue instruida por la Madre Micaela Margarida de Santa Ana, hija ilegítima del emperador Matías I. Fue su aya la monja Margarida da Ressurreição y, tras la muerte de su padre en 1656, vistió el hábito  carmelita, con el nombre de María Josefa de Santa Teresa, viviendo en el convento hasta su muerte.
El 4 de noviembre de 1656, dos días antes de morir, el rey Juan IV la reconoció como hija suya. En su testamento le concedió las villas de Torres Vedras y Colares y los lugares de Azinhaga y Cartaxo, juramentados y heredados para siempre, sujetos a la "Ley Mental" promulgada por Eduardo I de Portugal para conservar el patrimonio real. En la Corte fue tratada como "Alteza", título que le da su medio hermano, D. Pedro II, en carta fechada el 25 de noviembre de 1677, y como "Señora Serenissima", pero no como "infanta". 
Maria Josefa de Bragança se encargó de las obras para la culminación de la nueva Iglesia y del convento, como consta en una lápida en una de las esquinas de la iglesia:

«Maria Joannis Lusitaniae Regi Filia Hoc Opus Struxit Anno MDCLXII.»

 En 1664 se convirtió en patrona de la iglesia.
El 24 de junio de 1685, con la presencia de la Corte, colocó la primera piedra para la construcción del convento de São João da Cruz de Carnide, con la siguiente inscripción: 

«Maria Filia Joannis IV, Lusitaniae Regis hoc edificavit Monasterium anno de 1685, regnante Petro ll, fratre suo amantissimo, et invictissimo.»

Estimada por la Familia Real, especialmente por su padre, la reina María Francisca Isabel de Sabóia y su medio hermano D. Pedro II de Portugal, este le encomendó la educación de su hija ilegítima, Luisa de Braganza, futura duquesa de Cadaval. El Duque de Cadaval quiso casarse con D. María, pero ella declinó el ofrecimiento.
Fray José Sottomayor, provincial de la Orden de los Agustinos Descalzos, le dedicó "A Cortezãa da Gloria o vida de la Beata Verónica, religiosa del Convento de S. Marta de Milán, de la Orden de San Agustín : ofrecido a la Serenissima Senhora Dona Maria" (1671), por Fray João Freire, en virtud de ser D. Maria "exemplar de perfeiçam, que pella abnegaçam das grandezas do mundo, pella contemplaçam das do Ceo, & pelo exercício de todas as virtudes”.
D. María murió en el Convento de Santa Teresa de Jesús de Carnide, dejando todos sus bienes al convento. Se encuentra sepultada en el coro bajo, donde se ha colocado el siguiente epitafio:

«Maria inclyti Joannis IV. Lusitaniae reaparatae Regis filia jacet hic sepulta sub saxo: sex annis Infans Claustrum ingressa, condito Templo, & Virginum Coro Jure patronatus fecit esse suum: expletis denique quinque decennis finem vitae fecit viam pacis habens ut mortua in pace requiescat. Obbit 7 idus Frebruarii Anni Domini M.DC.XCIII.»